# 横浜ターミナルビル
横浜ターミナルビル（よこはまターミナルビル）は、神奈川県横浜市西区の横浜駅東口に建つ駅ビル、およびその運営会社である。横浜駅東口の駅ビルとしては、初代の横浜駅（現在の桜木町駅）の駅舎から数えると4代目にあたる。キーテナントとして、ルミネ横浜が入居する。

## 歴史
横浜駅が国道1号高島町交差点付近から現在の位置に移転したのは1928年のことである。当時の横浜の商業・行政の中心は関内・伊勢佐木町周辺であり、横浜駅周辺の商業活動は活発と言えるものではなかった。横浜駅前が一大商業地として発展を遂げるのは、相模鉄道（相鉄）によって西口の開発が行われた1950年代後半に入ってからのことである。西口には1956年に相模鉄道による「横浜駅名品街」がオープン。1959年に横浜髙島屋、1968年に横浜岡田屋、1973年には相鉄ジョイナスがオープンし、首都圏内有数の繁華街としてにぎわっていく。
一方、東口は横浜駅の表玄関であったものの、駅前にバスターミナル（現在は駅前広場・ロータリー）・国道があるため開発用地に限りがあり、商業施設の進出は遅れていた。しかし西口の開発事業に影響を受けて1960年に横浜駅東口開発審議会が設けられ、1968年に横浜駅前振興（現在の株式会社横浜スカイビル）により国道の向かいの出島地区に横浜スカイビル（初代）がオープンした。ただし横浜駅前振興による東口再開発計画の頓挫、横浜駅東口開発公社（のちに横浜新都市センターに吸収）による再開発事業の難航もあって、大規模な商業施設の進出は1980年代に入ってからになる。
また東口駅舎は現在地に駅を移転してから50年が経過して老朽化しており、また東海道線と横須賀線の分離運転による輸送力増強のために駅の改良工事も必要となるため、東口再開発事業の一環として国鉄・横浜ターミナルビル株式会社により東口駅舎の建て替えが行われ、1980年10月に竣工。同年11月7日に、横浜ターミナルビルのキーテナントである「ルミネ横浜」と、本ビルの地下1階を通り東口と西口を結ぶ地下自由通路、そして横浜駅東口開発公社により東口地下街「横浜ポルタ」が開業した。初日には、ルミネに30万人、ポルタには45万人の人出があった。しばらくは売上は芳しくなかったが、1985年に横浜新都市センターによって建設された横浜新都市ビルのキーテナントである横浜そごうが開店すると、ルミネとポルタの売上高も上昇に転じた。駅とそごうを結ぶ動線上にあるポルタの伸び率は高かったが、来店客の動きが垂直状で回遊性に欠けるルミネの伸びはポルタほどではなかった。
2009年には歩行者用デッキ「はまみらいウォーク」が開通し、横浜駅とみなとみらい地区を結ぶ歩行者動線に接することとなる。

## 建築
軟弱地盤かつ鉄道近接工事という難事業でありながら、6か月間の既存駅舎除却工事を含め22か月の短期間で建設された。外装は白い磁器タイルを打ち込んだカーテンウォールで仕上げられ、地下1階の自由通路と横浜ポルタとの接続部はガラスの大屋根のある吹き抜けとなっている。線路に沿ってやや長い平面を持ち、両妻部に避難階段と非常用エレベーターを配置して2方向の避難経路を確保している。
本建物は、1982年に建築業協会主催の第23回BCS賞を受賞している。
地下2階から地上9階まで、約200店のショップが出店する（詳細はルミネ横浜公式サイトを参照）。